# باور نمی‌کنم
«باور نمی‌کنم» تک‌آهنگی از هنرمند اهل کلمبیا شکیرا است.
این تک‌آهنگ در چارت‌های بهترین ترانه های لاتین بیلبورد، جزو ده ترانه اول قرار گرفت. همچنین این ترانه در مراسم ام‌تی‌وی به صورت زنده توسط شکیرا اجرا شد.